# Android 14
Android 14 est la quatorzième version majeure du système d'exploitation mobile Android, développé par l'Open Handset Alliance dirigée par la société Google.

## Histoire

Premier logo d'Android 14.

Android 14 (nom de code interne Upside Down Cake) a été annoncé dans un article de blog Android en 2022 et 2023, et l'aperçu du développeur a été publié immédiatement pour la série Google Pixel (de Pixel 4a à 7 Pro, abandonnant la prise en charge de Pixel 5 à Pixel 5a).
La version bêta 1 est sortie le 12 avril 2023. La première version stable d'Android 14 est sortie le 4 octobre 2023 et est disponible pour les smartphones Samsung, Motorola, Xiaomi, Realme, Google Pixel et ASUS,.

## Fonctionnalités

### Expérience utilisateur
Une fonctionnalité de navigation arrière prédictive a été ajoutée. Elle permet, lorsqu'on glisse son doigt depuis la gauche de l'écran vers la droite, de prévisualiser la destination de la navigation arrière, que ce soit une autre application ou l'écran d'accueil,
Il est désormais possible de spécifier, via une interface spécifique dans les paramètres, l'unité de température (Celsius, Fahrenheit ou Kelvin) ainsi que le premier jour de la semaine préférés qui devraient être utilisés par les applications.
Les appareils équipés d'Android 14 peuvent, en outre, servir de webcam lorsqu'ils sont connectés à un ordinateur ou un autre appareil Android. En date du mois de septembre 2023, cette fonctionnalité semble limitée à la gamme Pixel de Google.

### Sécurité
L'utilisateur peut décider d'autoriser l'accès d'une application à des photos spécifiques plutôt qu'à l'ensemble de sa galerie.
L'installation des applications ciblant Lollipop (niveau d'API 22) ou une version antérieure est bloquée sur cette version d'Android. Google a invoqué des raisons de sécurité pour justifier cette décision. L'Android Debug Bridge peut être utilisé (avec l'option --bypass-low-target-sdk-block) pour contourner cette mesure,.

## Versions
- Version Alpha 1, le 8 février 2023
- Version Alpha 2, le 8 mars 2023
- Version bêta 1, le  12 avril 2023
- Version bêta 2, le  10 mai 2023
- Version bêta 3, le  7 juin 2023
- Version bêta 4, le  11 juillet 2023
- Version bêta 5, le  10 août 2023[11]